# Marcel Schlechter
Marcel Schlechter (n. 9 iulie 1928, Lëtzebuerg, Luxemburg – d. 10 noiembrie 2023, Iechternach, Echternach, Luxemburg) a fost un om politic luxemburghez, membru al Parlamentului European în perioada 1989-1999 din partea Luxemburgului. Din 1984 până în 1989 a fost minstru pentru transport și energie.